# Bettina Westphal
Bettina Westphal (* 6. Juli 1970 in Böblingen) ist eine deutsche Tischtennisspielerin. Sie spielte in der Bundesliga und gewann bei Deutschen Meisterschaften der Erwachsenen eine Silbermedaille.

## Werdegang
Bettina Westphal begann mit dem Tischtennissport beim Verein SV Weil der Stadt und wechselte 1986 zum SV Böblingen. Hier wurde sie in die 1. Damenmannschaft integriert, mit der sie 1986 Vizemeister der Oberliga wurde. 1990 erfolgte der Aufstieg in die 2. Bundesliga, 1991 in die 1. Bundesliga.
1992 erreichte sie bei der Deutschen Meisterschaft der Junioren zusammen mit Elke Daub das Endspiel. Bei den Erwachsenen gewann sie bei der Deutschen Meisterschaft 1991 Silber im Mixed mit Michael Krumtünger hinter Andreas Fejer-Konnerth/Olga Nemes.